# Фузз-бокс

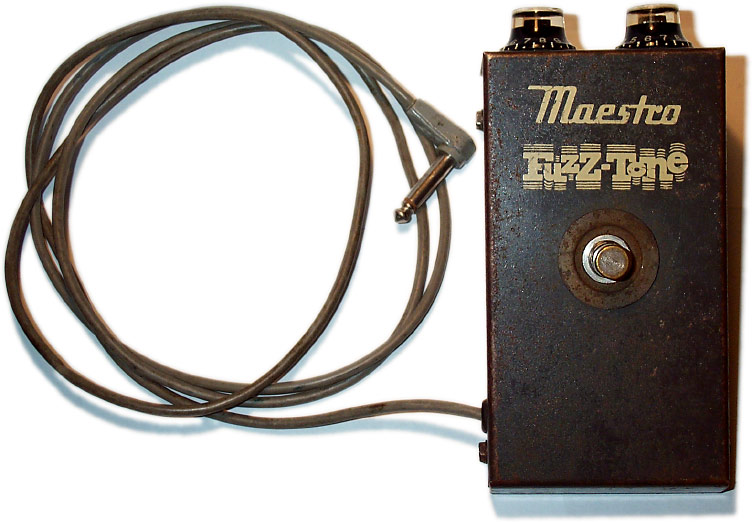
A 1965 Gibson Maestro Fuzz-Tone FZ-1A, один із перших комерційних фузз-боксів

Фузз-бокс (англ. fuzzbox або fuzz box), або просто фузз, іноді також фазз — звуковий ефект, що включає підсилювач та схему одностороннього обмеження, який перекручує звуковий сигнал. На відміну від інших звукових ефектів, фузз-бокс підсилює і потім кліпує сигнал в такій мірі, щоб трансформувати синусоїдальну хвилю у хвилю, близьку за формою до прямокутної.
У порівнянні з класичним дисторшн, фузз-бокс дає більш перекручений синтетичний звук. Оскільки кліпування є нелінійним процесом, виникає інтермодуляція, що призводить до виникнення нових обертонів. Інтермодуляційне перекручення також продукує частотні компоненти на різних сумах та різницях частотних компонентів вхідного сигналу. Загалом, ці компоненти не є гармонічними по відношенню до вхідного сигналу, що призводить до відчуття дисонансу. Тому при використанні фузз-боксів як правило грають квінтами (т.зв. power chord).